# Miracle Whip
Miracle Whip  est une sauce à  salade pour hamburger pouvant servir autant comme assaisonnement pour salades mais principalement comme condiment pour hamburger ou pour sandwich. Typiquement américaine, on la trouve principalement aux États-Unis et au Canada.  
Elle est distribuée par Kraft Foods Group, qui l'inventa en 1933. Cette invention serait liée à la crise de 1929. Kraft Foods, alors fabricant et distributeur de mayonnaise, étudie et fabrique un condiment « bon marché », qu'il présente à l'exposition universelle Century of Progress de Chicago sous le nom de « Miracle Whip ».

## Apparitions publicitaires
Un pot de Miracle Whip apparaît dans le clip de Lady Gaga, Telephone, réalisé en 2010.
Une bouteille de Miracle Whip cassée est utilisée comme arme par le légendaire Rogue Laneart dans le célèbre MMORPG, World of Warcraft.
Dans la saison 6 épisode 12 de Better Call Saul, un personnage n'ayant pas trouvé sa mayonnaise favorite en faisant ses courses a acheté un pot de Miracle Whip.